# Bolivia (película)
Bolivia es una película dramática argentina y holandesa de 2001  dirigida por Israel Adrián Caetano, su primer largometraje. El guion fue escrito por el propio Caetano, basado en la historia de Romina Lafranchini. El film supone el debut por Freddy Flores y Rosa Sánchez, entre otros.

## Argumento
La película, en su mayoría sin trama, se limita a un café - bar en el barrio de clase media baja Buenos Aires de Villa Crespo, con pocos viajes al exterior.
Bolivia  cuenta la historia de Freddy (Freddy Flores), un boliviano con una disposición gentil que, después de que los estadounidenses incendian los campos de coca donde está empleado, pierde su trabajo. Con pocas oportunidades de trabajo en Bolivia, deja a su esposa y sus tres hijas y viaja a Argentina para buscar empleo como trabajador indocumentado. Espera ganar dinero y luego regresar con ellas.
Él consigue un trabajo como cocinero a la parrilla en un café cutre de Villa Crespo donde el propietario brutal (Enrique Liporace) está feliz de eludir las leyes de inmigrantes argentinas para asegurar mano de obra barata.
Es en este café donde Freddy se encuentra con los personajes que afectan su vida: Rosa (Rosa Sánchez), una camarera de Paraguay y de ascendencia argentina; y un extraño en virtud de su herencia mixta; Héctor (Héctor Anglada), un vendedor ambulante de la provincia de Córdoba que es gay; un taxista (Oscar Bertea), y uno de los amigos del conductor.
Freddy también tiene que lidiar con varios clientes de cafés argentinos que ven a todos los paraguayos y bolivianos con desdén debido a su origen étnico.

## Reparto
- Freddy Flores como Freddy
- Rosa Sánchez como Rosa
- Oscar Bertea como Oso
- Enrique Liporace como Enrique Galmes
- Marcelo Videla como Marcelo
- Héctor Anglada como Héctor, el vendedor
- Alberto Mercado como Mercado

## Rodaje

### Producción
La película fue financiada en parte por el Hubert Bals Fund del Festival Internacional de Cine de Rotterdam y el INCAA ( Instituto Nacional de Cine y Artes Audiovisuales de la Argentina ).
La filmación fue una producción intermitente y requirió tres años de filmación discontinua. Fue filmado en diferentes días y en diferentes momentos. Según el director Caetano, nunca pudo filmar durante más de tres días seguidos.

### Bases del film
Caetano dijo: "Cuando escribí el guión, lo que me interesó fue la historia; el tema del racismo no estaba muy presente. Sin embargo, es inevitable que al abordar esos personajes y establecer la historia en ese estrato social en particular, haya una serie de temas que aparecen solos y se imponen".
Caetano cree que "el tema principal de la película es la colisión entre personas de la misma clase social, son trabajadores a punto de quedar excluidos de cualquier clase y, por lo tanto, son intolerantes entre sí. Básicamente, son atrapados en una situación de la que no pueden escapar".

### Casting
Caetano, en el estilo del neorrealismo, utilizó actores tanto profesionales como no profesionales.  Freddy Flores, el personaje principal, por ejemplo, es un actor no profesional.

## Distribución
La película se presentó por primera vez en el Festival de Cine de Cannes en mayo de 2001, donde ganó el Premio a la Mejor Película para Jóvenes Críticos. Se inauguró en Países Bajos el 24 de enero de 2002 y en Argentina el 11 de abril de 2002.
La película también se mostró en varios festivales de cine, entre ellos: el Festival Internacional de Cine de San Sebastián, el Festival de Cine de Londres, el Festival Internacional de Cine de Rotterdam, el Karlovy Vary Film Festival, el Festivalissimo Montréal, las Cinémas d'Amérique Latine de Toulouse, el Festival Internacional de Cine de Cleveland y el Festival de Cine Film by the Sea.
En Estados Unidos, la película se estrenó en Ciudad de Nueva York el 26 de febrero de 2003.

## Acogida de público y crítica
Al crítico de cine Elvis Mitchell, escribiendo para "The New York Times", le gustó la dirección de la película, y escribió: "El trabajo del Sr. Caetano es muy revelador y apasionante ... [y] tiene una integridad emocional que es concisa y directa ".
Los críticos de cine Frederic y Mary Ann Brussat del sitio web Espiritualidad y práctica quedaron conmovidos por la historia que vieron y escribieron: "Bolivia" es un drama fascinante de la vida ... [que] golpea la marca con su desgarradora representación de la pobreza urbana y el impacto divisivo y explosivo del odio a los extranjeros".
Manohla Dargis, crítica de cine para  Los Angeles Times , argumenta que la película  sub silento  informa de lo que está sucediendo en Argentina (en 2001) tanto económica como culturalmente . Ella escribió: "La vida en Bolivia", una parábola sobre la Argentina contemporánea, es aún más valiente que la agitada cinematografía en blanco y negro de la película ... [y la película] ofrece personajes en un estado de crisis actual. abrumados, financieramente desamparados y espiritualmente a la deriva, estos son hombres y mujeres para quienes la economía del tanque es, finalmente, la manifestación más obvia de un malestar más profundo".
Actualmente, la película tiene una calificación de "Fresco" del 100% en Rotten Tomatoes, basada en doce reseñas.

## Premios
Ganadora
- Festival Internacional de Cine de Cannes: Premio de la Crítica joven-Mejor debut, Israel Adrián Caetano; 2001.
- Festival de Cine de Londres: Premio de la crítica, Israel Adrián Caetano, por du dirección, su tratamiento de uno de los problemas sociales de cualquier ciudad del mundo; 2001.
- Festival de San Sebastián: Premio Hispano, Israel Adrián Caetano; 2001.
- Festival de Rotterdam: Premio KNF, Israel Adrián Caetano; 2002.
- Asociación de Cronistas Cinematográficos de la Argentina: Premio Condor; Mejor guion adaptado, Israel Adrián Caetano; Mejor actor secundario, Enrique Liporace; 2003.

Nominada
- Premio Cóndor de Plataː Mejor fotografía, Julián Apezteguia; mejor montaje, Lucas Scavino, Santiago Ricci; Mejor película; Mejor actor novel Freddy Waldo Flores; 2003.